# Stegodyphus dufourii
Stegodyphus dufouri is een spinnensoort uit de familie van de fluweelspinnen (Eresidae).
De wetenschappelijke naam van de soort werd in 1826 als Eresus dufourii gepubliceerd door Jean Victor Audouin.